# Cannondale Pro Cycling
Cannondale, dawniej Liquigas (Kod UCI: CAN) – włoska zawodowa grupa kolarska istniejąca w latach 2005–2014. Głównym sponsorem, od którego pochodziła nazwa drużyny, był amerykański producent rowerów – Cannondale Bicycle Corporation. Poprzedni sponsor tytularny Liquigas wycofał się ze sponsorowania kolarstwa z końcem sezonu 2012.

## Nazwa grupy w poszczególnych latach
| lata      | nazwa               |
| --------- | ------------------- |
| 2005      | Liquigas-Bianchi    |
| 2006–2009 | Liquigas            |
| 2010      | Liquigas-Doimo      |
| 2011–2012 | Liquigas-Cannondale |
| 2013–2014 | Cannondale          |

## Ostatni skład (2014)
Stan na 1 stycznia 2014
| Imię i nazwisko      | Data urodzenia | Narodowość        | Poprzednia drużyna                         |
| Ivan Basso           | 26.11.1977     | Włochy            | –                                          |
| George Bennett       | 07.04.1990     | Nowa Zelandia     | RadioShack-Leopard (2013)                  |
| Alberto Bettiol      | 29.10.1993     | Włochy            | –                                          |
| Maciej Bodnar        | 07.03.1985     | Polska            | UC Basso Piave (2007)                      |
| Guillaume Boivin     | 25.09.1989     | Kanada            | SpiderTech-C10 (2012)                      |
| Damiano Caruso       | 12.10.1987     | Włochy            | De Rosa-Stac Plastic (2010)                |
| Alessandro De Marchi | 19.05.1986     | Włochy            | Androni Giocattoli-Venezuela (2012)        |
| Davide Formolo       | 25.10.1992     | Włochy            | –                                          |
| Oscar Gatto          | 01.01.1985     | Włochy            | Vini Fantini (2013)                        |
| Edward King          | 31.01.1983     | Stany Zjednoczone | Cervélo TestTeam (2010)                    |
| Michel Koch          | 15.10.1991     | Niemcy            | LKT Team Brandenburg (2012)                |
| Kristijan Koren      | 25.11.1986     | Słowenia          | Perutnina Ptuj (2008)                      |
| Matthias Krizek      | 29.09.1988     | Austria           | –                                          |
| Paolo Longo Borghini | 10.12.1980     | Włochy            | ISD-Neri (2010)                            |
| Alan Marangoni       | 16.07.1984     | Włochy            | Colnago-CSF Inox (2010)                    |
| Marco Marcato        | 11.02.1984     | Włochy            | Vacansoleil-DCM (2013)                     |
| Jean-Marc Marino     | 15.08.1983     | Francja           | Sojasun (2013)                             |
| Matej Mohorič        | 19.10.1994     | Słowenia          | Sava (2013)                                |
| Moreno Moser         | 25.12.1990     | Włochy            | –                                          |
| Daniele Ratto        | 05.10.1989     | Włochy            | Geox-TMC (2011)                            |
| Fabio Sabatini       | 18.02.1985     | Włochy            | Team Milram (2008)                         |
| Juraj Sagan          | 23.12.1988     | Słowacja          | Dukla Trenčín-Merida (2009)                |
| Peter Sagan          | 26.01.1990     | Słowacja          | Dukla Trenčín-Merida (2009)                |
| Cristiano Salerno    | 18.02.1985     | Włochy            | De Rosa-Stac Plastic (2010)                |
| Cayetano Sarmiento   | 28.03.1987     | Kolumbia          | Acqua & Sapone (2011)                      |
| Davide Villella      | 27.06.1991     | Włochy            | –                                          |
| Elia Viviani         | 07.02.1989     | Włochy            | Marchiol-Pasta Montegrappa-Orogildo (2010) |
| Cameron Wurf         | 03.08.1983     | Australia         | Champion System Pro Cycling Team (2012)    |

## Ważniejsze sukcesy
2011
- Mistrz Słowacji w wyścigu ze startu wspólnego: Peter Sagan
- 1. miejsce, klasyfikacja drużynowa Tirreno-Adriático
- 1. miejsce, 18. etap Giro d’Italia: Eros Capecchi
- 1. miejsce, 3. i 8. etap Tour de Suisse: Peter Sagan
- 1. miejsce, klasyfikacja punktowa Tour de Suisse: Peter Sagan
- 1. miejsce, 4. i 5. etap Tour de Pologne: Peter Sagan
- 1. miejsce, klasyfikacja generalna Tour de Pologne: Peter Sagan
- 1. miejsce, klasyfikacja punktowa Tour de Pologne: Peter Sagan
- 1. miejsce, 6., 12. i 21. etap Vuelta a España: Peter Sagan
- 1. miejsce, 4. etap Tour of Beijing: Elia Viviani
- 3. miejsce, klasyfikacja generalna Giro d’Italia: Vincenzo Nibali
- 8. miejsce, klasyfikacja generalna Tour de France: Ivan Basso

2010
- Mistrz Białorusi w wyścigu ze startu wspólnego: Alaksandr Kuczynski
- 1. miejsce, 3. i 5. etap Paryż-Nicea: Peter Sagan
- 1. miejsce, klasyfikacja punktowa Paryż-Nicea: Peter Sagan
- 1. miejsce, klasyfikacja młodzieżowa Paryż-Nicea: Roman Kreuziger
- 1. miejsce, 3. etap Tirreno-Adriático: Daniele Bennati
- 1. miejsce, 1. etap Tour de Romandie: Peter Sagan
- 1. miejsce, 4. etap (TTT) Giro d’Italia
- 1. miejsce, 14. etap Giro d’Italia: Vincenzo Nibali
- 1. miejsce, 15. etap Giro d’Italia: Ivan Basso
- 1. miejsce, klasyfikacja generalna Giro d’Italia: Ivan Basso
- 1. miejsce, klasyfikacja drużynowa Giro d’Italia
- 1. miejsce, 1. etap Tour de Pologne: Jacopo Guarnieri
- 1. miejsce, klasyfikacja generalna Vuelta a España: Vincenzo Nibali
- 3. miejsce, klasyfikacja generalna Paryż-Nicea: Roman Kreuziger
- 3. miejsce, klasyfikacja generalna Giro d’Italia: Vincenzo Nibali
- 9. miejsce, klasyfikacja generalna Tour de France: Roman Kreuziger
- 10. miejsce, klasyfikacja generalna Giro d’Italia: Robert Kišerlovski

2009
- Mistrz Polski w jeździe indywidualnej na czas: Maciej Bodnar
- 1. miejsce, 6. etap Tour Down Under: Francesco Chicchi
- 1. miejsce, 4. etap Tour de Romandie: Roman Kreuziger
- 1. miejsce, klasyfikacja generalna Tour de Romandie: Roman Kreuziger
- 1. miejsce, klasyfikacja młodzieżowa Tour de Romandie: Roman Kreuziger
- 1. miejsce, 17. etap Giro d’Italia: Franco Pellizotti
- 1. miejsce, 5. etap Critérium du Dauphiné: Sylwester Szmyd
- 1. miejsce, klasyfikacja górska Tour de France: Franco Pellizotti
- 1. miejsce, 3. etap Tour de Pologne: Jacopo Guarnieri
- 2. miejsce, Gent-Wevelgem: Alaksandr Kuczynski
- 2. miejsce, Clásica de San Sebastián: Roman Kreuziger
- 3. miejsce, klasyfikacja generalna Giro d’Italia: Ivan Basso
- 3. miejsce, klasyfikacja generalna Tour de Suisse: Roman Kreuziger
- 7. miejsce, klasyfikacja generalna Tour de France: Vincenzo Nibali
- 9. miejsce, klasyfikacja generalna Tour de France: Roman Kreuziger

2008
- 1. miejsce, 3. etap Paryż-Nicea: Kjell Carlström
- 1. miejsce, 7. etap Tirreno-Adriático: Francesco Chicchi
- 1. miejsce, 5. etap Tour de Romandie: Daniele Bennati
- 1. miejsce, klasyfikacja punktowa Tour de Romandie: Daniele Bennati
- 1. miejsce, 3., 9. i 12. etap Giro d’Italia: Daniele Bennati
- 1. miejsce, 16. etap (ITT) Giro d’Italia: Franco Pellizotti
- 1. miejsce, klasyfikacja punktowa Giro d’Italia: Daniele Bennati
- 1. miejsce, 5. etap Volta Ciclista a Catalunya: Francesco Chicchi
- 1. miejsce, klasyfikacja sprinterska Volta Ciclista a Catalunya: Manuel Quinziato
- 1. miejsce, 8. etap (ITT) Tour de Suisse: Roman Kreuziger
- 1. miejsce, klasyfikacja generalna Tour de Suisse: Roman Kreuziger
- 1. miejsce, 3. etap Eneco Tour: Daniele Bennati
- 1. miejsce, 1. etap (TTT) Vuelta a España
- 1. miejsce, 4. etap Vuelta a España: Daniele Bennati
- 2. miejsce, Mediolan-San Remo: Filippo Pozzato
- 2. miejsce, klasyfikacja generalna Tour de Romandie: Roman Kreuziger
- 4. miejsce, klasyfikacja generalna Giro d’Italia: Franco Pellizotti

2007
- Mistrz Szwecji w wyścigu ze startu wspólnego: Magnus Bäckstedt
- 1. miejsce, 2. etap Paryż-Nicea: Franco Pellizotti
- 1. miejsce, klasyfikacja punktowa Paryż-Nicea: Franco Pellizotti
- 1. miejsce, 2. etap Vuelta al País Vasco: Manuel Beltrán
- 1. miejsce, Liège-Bastogne-Liège: Danilo Di Luca
- 1. miejsce, klasyfikacja punktowa Tour de Romandie: Patrick Calcagni
- 1. miejsce, 1. etap (TTT) Giro d’Italia
- 1. miejsce, 4. i 12. etap Giro d’Italia: Danilo Di Luca
- 1. miejsce, klasyfikacja generalna Giro d’Italia: Danilo Di Luca
- 1. miejsce, klasyfikacja punktowa Giro d’Italia: Danilo Di Luca
- 1. miejsce, 5. etap Tour de France: Filippo Pozzato
- 1. miejsce, Clásica San Sebastián: Leonardo Bertagnolli
- 1. miejsce, 5. etap Tour de Pologne: Murilo Fischer
- 1. miejsce, 6. etap Tour de Pologne: Filippo Pozzato
- 3. miejsce, Ronde van Vlaanderen: Luca Paolini
- 3. miejsce, Amstel Gold Race: Danilo Di Luca
- 3. miejsce, La Flèche Wallonne: Danilo Di Luca
- 9. miejsce, klasyfikacja generalna Giro d’Italia: Franco Pellizotti

2006
- 1. miejsce, 10. etap Giro d’Italia: Franco Pellizotti
- 1. miejsce, 6. etap Volta Ciclista a Catalunya: Matej Mugerli
- 1. miejsce, klasyfikacja górska Tour de Suisse: Michael Albasini
- 1. miejsce, klasyfikacja sprinterska Tour de Suisse: Michael Albasini
- 1. miejsce, 2. etap Eneco Tour: Manuel Quinziato
- 1. miejsce, GP Ouest France-Plouay: Vincenzo Nibali
- 1. miejsce, 5. etap Vuelta a España: Danilo Di Luca
- 1. miejsce, 12. etap Vuelta a España: Luca Paolini
- 1. miejsce, Mediolan-San Remo: Luca Paolini
- 2. miejsce, Clásica de San Sebastián: Stefano Garzelli
- 8. miejsce, klasyfikacja generalna Giro d’Italia: Franco Pellizotti

2005
- Mistrz Włoch w wyścigu ze startu wspólnego: Enrico Gasparotto
- 1. miejsce, Amstel Gold Race: Danilo Di Luca
- 1. miejsce, La Flèche Wallonne: Danilo Di Luca
- 1. miejsce, 1. etap Vuelta al País Vasco: Danilo Di Luca
- 1. miejsce, klasyfikacja generalna Vuelta al País Vasco: Danilo Di Luca
- 1. miejsce, klasyfikacja punktowa Vuelta al País Vasco: Danilo Di Luca
- 1. miejsce, klasyfikacja punktowa Tour de Romandie: Stefano Garzelli
- 1. miejsce, 3. i 5. etap Giro d’Italia: Danilo Di Luca
- 1. miejsce, klasyfikacja drużynowa Giro d’Italia
- 1. miejsce, 2. etap Volta Ciclista a Catalunya: Enrico Gasparotto
- 1. miejsce, 5. etap Tour de Suisse: Michael Albasini
- 1. miejsce, klasyfikacja sprinterska Tour de Suisse: Michael Albasini
- 1. miejsce, UCI ProTour: Danilo Di Luca
- 4. miejsce, klasyfikacja generalna Giro d’Italia: Danilo Di Luca